# Hannes Schmucker
Hannes Schmucker (* 6. April 1899 in Eger, Nordböhmen; † 31. Januar 1965 in München) war ein deutscher Maler.

## Leben
Schmucker war Sohn eines Bahnbeamten. Nach dem Notabitur zog er 1917 als Kriegsfreiwilliger an die Westfront. Nach dem Kriegsende begann er wie sein Vater eine Beamtenlaufbahn, die er jedoch 1922 abbrach. Ab 1924 besuchte an der Akademie der Bildenden Künste München die Klasse von Franz von Stuck. Nachdem er Studienreisen nach Paris und Belgrad unternommen hatte, ließ er sich 1932 in Berlin nieder. Die Atmosphäre der Stadt fing er in seinen Werken ein. 1934 begleitete er seine Frau Helga Schmucker nach Königsberg i. Pr. In intensiver Arbeit widmete er sich Motiven von Ostpreußens Landschaft und der Darstellung von Stillleben und Menschen. Im Zweiten Weltkrieg zum Heer eingezogen, geriet er in sowjetische Kriegsgefangenschaft. Er kehrte 1945 zurück und lebte zunächst in Augsburg. Da der Großteil seiner Werke im Krieg vernichtet worden war, vollzog er eine künstlerische Neuorientierung, die die Abstrakte Malerei einbezog. Er übersiedelte 1947 nach München und wurde Mitglied der Neuen Münchner Künstlergenossenschaft. Bis zu seinem Tod stellte er alljährlich im Haus der Kunst aus. Intensiv befasste er sich mit dem Kubismus.
Schmucker starb nach kurzer schwerer Krankheit im Alter von 65 Jahren.